# Ligne de Bayonne à Allées-Marines
La ligne de Bayonne à Allées-Marines est une courte ligne de chemin de fer française du département des Pyrénées-Atlantiques, à écartement standard et à voie unique, qui permet la desserte fret du port de Bayonne (rive gauche).
Elle constitue la ligne 658 000 du réseau ferré national.
Affectée au fret ferroviaire à destination du port de Bayonne, plus précisément la partie du port située sur la rive gauche de l'Adour (la moins active), elle traverse les communes de Bayonne et d'Anglet. Elle permet de desservir les quais où sont échangés le soufre, les produits sidérurgiques, le ciment, les aliments pour bétail (l’abattoir est proche géographiquement) et le bois aggloméré. En 2006, il y avait 3 trains de marchandises par jour sur cette ligne.

## Histoire
La ligne est concédée à la Compagnie des chemins de fer du Midi et du Canal latéral à la Garonne par une convention signée entre le ministre des Travaux publics et la compagnie le 20 décembre 1894. Cette convention est approuvée par une loi qui déclare d'utilité publique la ligne le 4 mai 1895.

## Tracé - parcours

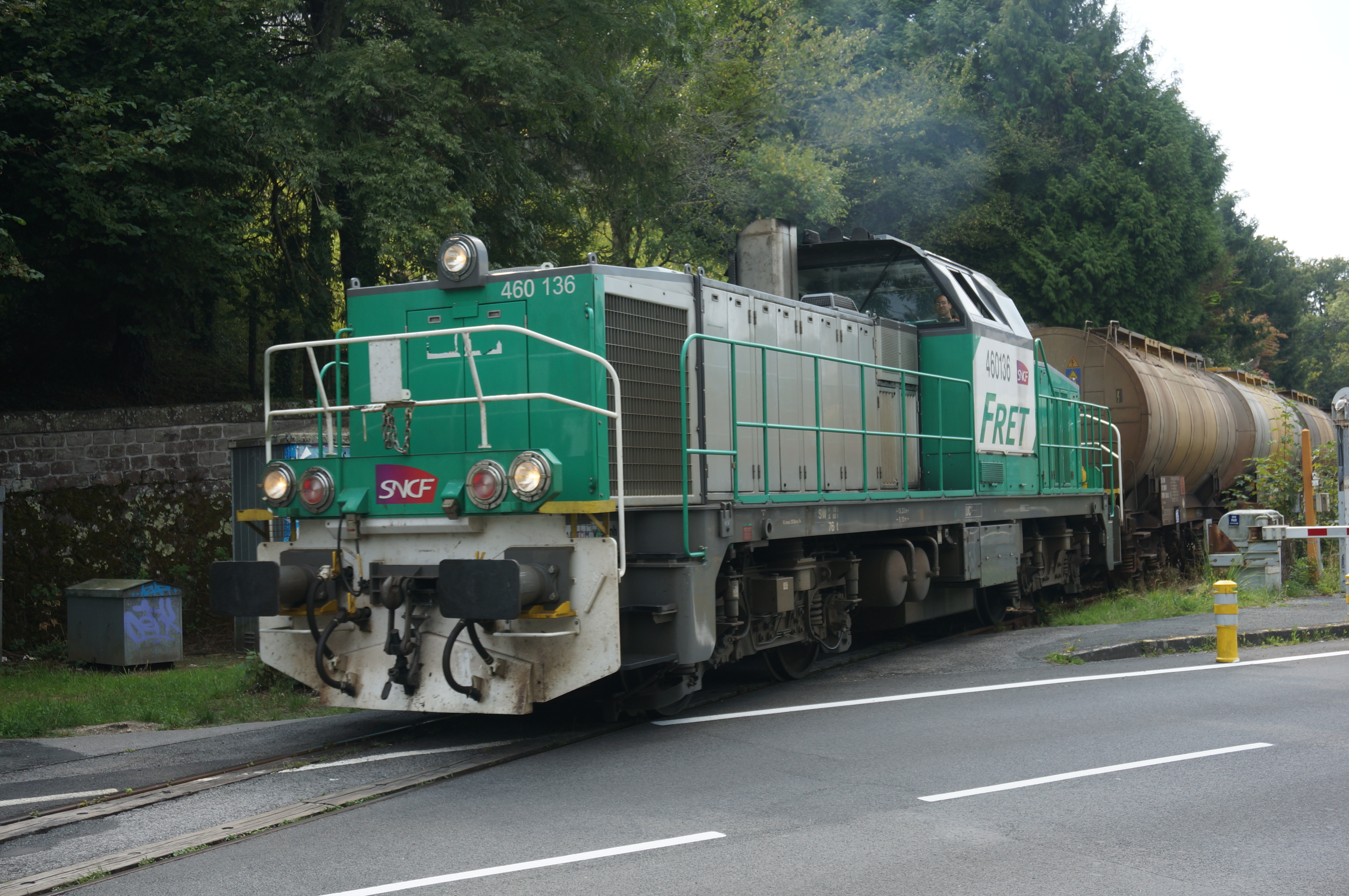
Le « train du soufre » franchit en 2013 le passage à niveau de l'avenue Raoul-Follereau en direction de la gare de Bayonne.

Cette ligne se sépare de la ligne de Bordeaux-Saint-Jean à Irun à la bifurcation de Marracq peu après le viaduc sur la Nive puis emprunte le tunnel de Marracq de 823 mètres de long, longe la zone commerciale du Forum, puis celle de Jorlis à Anglet, l'usine Dassault, traverse un quartier résidentiel, puis atteint le port et longe l'Adour dans la forêt du Lazaret. 
Autrefois, la ligne était reliée directement à la ligne de Bayonne à Saint-Jean-Pied-de-Port par le raccordement d'Aïtachouria (no 660 306) qui franchissait la Nive par un pont ferroviaire aujourd'hui reconstruit sous forme de passerelle destinée aux cyclistes pour qu'ils puissent rejoindre la vaste zone verte de la rive droite de la Nive. Ce raccordement est déclassé par décret le 5 mai 1950. Il a ensuite été déposé.

## Infrastructure
Non électrifiée, cette ligne est à voie unique. Elle comporte le tunnel de Marracq (d'un longueur de 823 m) et empruntait auparavant celui des Arènes de 71 m aujourd'hui hors service. En effet, après la zone du Forum, la ligne rejoignait une autre partie du port, aujourd'hui rénovée, et accueillant les navires de passagers. Ce tunnel existe toujours à proximité de la voie routière du BAB (RD260) et est utilisé dans le cadre d'une ligne de bus à haut niveau de service.

## Projets
Le débat sur la construction de la LGV au Pays basque a lancé un débat sur l'exploitation de cette ligne par un tram-train qui irait vers Cambo-les-Bains sur la ligne de Saint-Jean-Pied-de-Port. Elle permettrait de connecter en transport en commun des villes périphériques de Bayonne, aux zones d'emplois et au réseau de bus de l'agglomération.

## Voir Aussi